# Triodion

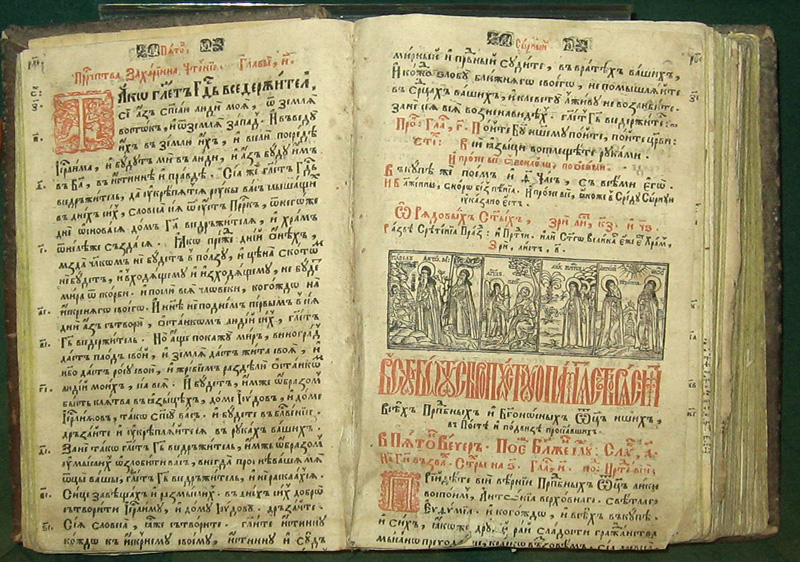
Fastentriodion 1646

Das Triodion (griechisch Τριῴδιον, kirchenslawisch Трїωдь) ist ein liturgisches Buch in den orthodoxen Kirchen. 
Es enthält den Kanon für die Vorfasten-, die Fasten- und die Osterzeit (vom Sonntag des Zöllners und Pharisäers [dritter Sonntag vor der Großen Fastenzeit] bis Allerheiligen [Sonntag nach Pfingsten]).
Der Name leitet sich ab von den drei Oden, die in dieser Zeit statt der sonst üblichen acht Oden in der Liturgie gesungen werden.
Es unterteilt sich in
- das Fastentriodion (Sonntag des Zöllners und Pharisäers bis Freitag vor Palmsonntag) und
- das Blumentriodion (Lazarussamstag bis Allerheiligen)

oder in der russisch-orthodoxen Kirche
- das Fastentriodion (Sonntag des Zöllners  und Pharisäers bis Karsamstag) und
- das Pentekostarion (Ostern bis Allerheiligen)

## Geschichte
Das Triodion wurde etwa im 8./9. Jahrhundert aus Texten verschiedener orthodoxer Autoren zusammengestellt.
Im 12. Jahrhundert wurde es unterteilt in ein Fastentriodion (Sonntag des Zöllners und Pharisäers bis Freitag vor Palmsonntag) und ein Blumentriodion (Lazarus-Samstag bis Allerheiligen).
Im 18. Jahrhundert wurde nach den Reformen von Patriarch Nikon in der russisch-orthodoxen Kirche das Fastentriodion bis Karsamstag verlängert, darauf folgt nun das Pentekostarion.
Bekannt ist u. a. das Triodion von Bitola und das Triodion von Kjustendil.

## Text
- Alexej Maltzew, Fasten- und Blumen-Triodion nebst den Sonntagsliedern des Oktoichos der orthodox-katholischen Kirche des Morgenlandes, Berlin 1899 Digitalisat Neudruck 2005